# Галензево
Галензево (пол. Gałęzewo) — село в Польщі, у гміні Рогово Жнінського повіту Куявсько-Поморського воєводства.
Населення — 284 особи (2011).
У 1975-1998 роках село належало до Бидгоського воєводства.

## Демографія
Демографічна структура станом на 31 березня 2011 року:
|          | Загалом | Допрацездатний вік | Працездатний вік | Постпрацездатний вік |
| -------- | ------- | ------------------ | ---------------- | -------------------- |
| Чоловіки | 139     | 24                 | 97               | 18                   |
| Жінки    | 145     | 32                 | 86               | 27                   |
| Разом    | 284     | 56                 | 183              | 45                   |